# Метапедія
Метапедія — багатомовна онлайн-енциклопедія на основі вікі, яка зосереджена на європейській культурі, мистецтві, науці, філософії та політиці.
Слово «Метапедія» походить від двох класичних грецьких понять: μετά (metá), що означає поза або поза межами, і ἐγκύκλιος παιδεία (enkýklios paideía), тобто енциклопедія. Як заявлено на сайті Метапедія, назва має подвійне символічне значення:
- Метапедія зосереджується на темах, які зазвичай не висвітлюються в основних енциклопедіях, тобто виходять за межі.

- Метапедія має метаполітичну мету — впливати на основну дискусію, культуру та історичний погляд.

## Історія
Перша мовна версія — шведська, відкрилася ще 26 квітня 2006 року. 3 грудня відкрилася данська Метапедія. На період 2007—2008 років припадає найбільша активність у проекті.
Зараз проект малоактивний. У більшості мовних версій робиться 5-10 правок на добу.

## Вміст
Станом на вересень 2023 року на сайті є 7,883 статі англійською мовою; розглянуті теми включають європейську історію, скандинавську міфологію та музику білого націоналізму.
Енциклопедія охоплює загалом 18 мов, найбільш розвиненими є угорська та німецька мови метапедії. Угорська метапедія містить найбільше статей, приблизно 146 470 сторінок. Німецька — більше 70 тисяч, іспанська 12 346 сторінок.

## Функціонування
Metapedia працює на MediaWiki, безкоштовній програмній платформі вікі з відкритим вихідним кодом, написаній на PHP і побудованій на базі даних MySQL.